# Сальваторес, Габриэле
Габриэ́ле Сальвато́рес (итал. Gabriele Salvatores, род. 30 июля 1950, Неаполь) — итальянский режиссёр театра и кино, актёр, сценарист и писатель.

## Биография
Родился 30 июля 1955 года в Неаполе. В раннем детстве переехал с семьёй в Милан, где окончил классический лицей «Чезаре Беккария».

## Творчество
Габриэле Сальваторес начал свою творческую деятельность и прославился в 1972 году в Миланском авангардном театре «Teatro dell'Elfo».
В 1983 году, вдохновившись одной из работ в театре, он создаёт свой первый фильм «Сон в летнюю ночь». Особенностью этой картины является то, что автор смело комбинирует в ленте элементы театра, кинематографа, танца и музыки.
В 1985 году выходит театральная комедия «Комедианты» с тогда ещё малоизвестными актёрами: Паоло Росси, Клаудио Бизио, Сильвио Орландо.
А в 1987 году Сальваторесу принесла славу работа «Chiamatemi Kowalski», после которой он покидает театр и окончательно уходит в мир кино.

## Кинокартины

### Работы 1990-х
Габриеле Сальваторес в 1990 году снимает комедию «Turne»  вместе с друзьями-актёрами и получает за неё номинацию на European Film Awards в категории "Молодежь".
Также он пробует себя в качестве режиссёра клипов, сняв клип на песню «La domenica delle salme» Фабрицио Де Андре.  Клип снят в модном тогда жанре «мондо», в нём представлены кадры документальной плёнки, состоящей из эпизодов противоречивой истории человечества: от ужасного к прекрасному.
В 1991 году снимает фильм «Средиземное море», принесший режиссёру премию «Оскар» за лучший фильм на иностранном языке. Также данная работа получила и другие награды, например, итальянскую кинопремию «Давид ди Донателло» за лучший фильм, монтаж и звук.
Упомянутые выше фильмы вместе с вышедшей в 1992 году криминальной комедией «Puerto Escondido» («Пуэрто Эскондидо»), основанной на одноимённом романе Пино Какуччи, составили так называемую «трилогию побега». Единая тема сценариев, вошедших в эту трилогию, заключается в описании человека, не верящего в возможность собственного изменения.

В следующем году Сальваторес создаёт фильм «Sud» («Юг»), пытаясь осветить политическую и социальную ситуацию Италии с точки зрения маргиналов и безработных.
«В своих фильмах я всегда показываю людей потерянных. У меня нет ни одной работы, где главный герой был бы успешным адвокатом. Меня интересуют в первую очередь маргинальные люди» 
В 1997 году у Сальватореса выходит совсем иной фильм — «Нирвана». Впервые режиссёр обращается к фантастическому сюжету и создаёт атмосферу киберпанка. Этот фильм принес большой коммерческий успех автору.

### Работы 2000-х
Этот период творчества Габриэле Сальватореса можно отнести к экспериментальной научной фантастике. Он начинается с работы «Denti» ("Зубы») (2000) и «Amnèsia» (2002).
Одной из важных работ этого периода стала экранизация одноимённого романа Никколо Амманити «Я не боюсь», которая была номинирована на премию «Оскар».
Также стоит отметить работу «Quo vadis, baby?» (2005). В этой работе режиссёр экспериментирует, используя различные цифровые методы на протяжении всего фильма, создавая мрачную атмосферу и ощущение пространства на грани клаустрофобии.

### Работы 2010-х
Комедия 2010-го года «Happy Family» получила награды за лучший сценарий, лучший кинематограф, лучшую комедию и лучший дизайн производства. В сентябре того же года Сальваторес представил вне конкурса на Венецианском кинофестивале документальный фильм «1960», который выиграл награду Международной федерации киноархивов.
2013 году выходит фильм «Educazione siberiana» («Сибирское образование»), основанный на псевдо-автобиографическом романе с таким же названием, написанным Николаем Лилиным. Сам режиссёр заявляет в одном интервью:

«Это первый фильм, идея которого пришла не мне самому, а моим продюсерам. Они прочитали книгу и предложили её экранизировать. Со многих точек зрения эта история очень далека от моего мира. Но все же я нашел по крайней мере две вещи в романе, которые были близки моему восприятию жизни. К этим историям я обращался и в других фильмах. Это прежде всего проблема взаимоотношения двух друзей, которые выбирают разные жизненные пути; и проблема взаимоотношения родителей и детей, где дети выступают в роли учеников, воспринимающих то, чему их учат.» 

## Награды
Фильм «Средиземное море» получил премию американской киноакадемии «Оскар» 1992 года в номинации «Лучший фильм на иностранном языке».
В 1997 году фильм Сальватореса «Нирвана» получил две награды итальянской киноакадемии «Давид ди Донателло» за лучший сценарий и звук.

## Фильмография
- 1983 — Сон в летнюю ночь[англ.] / Sogno di una notte d’estate
- 1987 — Камикадзе — последняя ночь в Милане[итал.] / Kamikazen ultima notte a Milano
- 1989 — Марракеш экспресс[англ.] / Marrakech Express
- 1990 — Турне[итал.] / Turné
- 1991 — Средиземное море / Mediterraneo
- 1992 — Пуэрто-Эскондидо[итал.] / Puerto Escondido
- 1993 — Суд[итал.] / Sud
- 1997 — Нирвана / Nirvana
- 2000 — Зубы[итал.] / Denti
- 2002 — Амнезия[итал.] / Amnèsia
- 2003 — Я не боюсь / Io non ho paura
- 2005 — Кто виноват, крошка?[итал.] / Quo vadis, baby?
- 2008 — Как велит Бог[итал.] / Come Dio comanda
- 2010 — Счастливая семья[итал.] / Happy Family
- 2012 — Сибирское воспитание / Siberian Education
- 2014 —  Невидимый мальчик / Il Ragazzo Invisibile[8]
- 2018  — Невидимый мальчик: Второе поколение / Il ragazzo invisibile: Seconda generazione [9]
- 2019 — Вся моя безумная любовь / Tutto il mio folle amore [10]
- 2024 — Неаполь—Нью-Йорк / Napoli - New York[11]